# Вулиця Миколи Гришка
Ву́лиця Мико́ли Гришка́ — вулиця в Деснянському районі міста Києва, котеджне селище Деснянське. Пролягає від вулиці Лейбніца до вулиці Радосинської.
Прилучається вулиця Андрія Сови.

## Історія
Сформувалася на початку 2010-х років як одна з вулиць котеджного селища Деснянське. Сучасна назва на честь українського ботаніка, академіка АН УРСР Миколи Гришка — з 2011 року.